# Metro Taichung
Die Metro Taichung (Taichung Mass Rail Transit oder kurz Taichung MRT) ist eine U-Bahn in Taichung auf Taiwan (Republik China). Zusätzlich zu Taichung könnte es in Zukunft auch die Städte Changhua und Nantou bedienen. Die erste Linie, die Grüne Linie, wurde am 25. April 2021 als fünfte U-Bahn in der Republik China in Betrieb genommen.

## Geschichte
Die Planung der Metro Taichung begann 1990 mit einer Studie des taiwanesischen Büros für Wohnungsbau und Stadtentwicklung. Die Studie wurde 1998 fertiggestellt und schlug den Bau von drei Routen vor (Rot, Grün und Blau). Das Projekt wurde am 23. November 2004 vom Exekutiv-Yuan der Regierung der Republik China offiziell genehmigt. Die Stadtregierung Taichungs unterzeichnete am 12. Dezember 2007 einen gemeinsamen Entwicklungsvertrag mit der Stadtregierung von Taipeh.
In der Zwischenzeit begann die Stadtverwaltung von Taichung mit der Planung weiterer Linien und entschied, dass ein viel günstigeres Bus-Rapid-Transit-System die Zukunft des Nahverkehrs in Taichung sein würde. Da der Korridor der ursprünglich vorgeschlagenen Roten Linie teilweise durch die Taiwan Railway Administration-MRT bedient wird, wurde der Korridor der ursprünglich als Metro geplanten Blauen Linie als erster Schritt zur Einführung eines Bus-Rapid-Transit-Systems in Taichung ausgewählt.
Der Bau der ersten Linie, der Grünen Linie, war bereits bezahlt und sollte im Oktober 2007 beginnen, wurde jedoch verschoben und es wurde am 8. Oktober 2009 mit dem Bau begonnen. Der 16,7 km lange Abschnitt der Grünen Linie sollte bis 2020 fertiggestellt sein und umfasst 18 Stationen.
Am 9. März 2011 gab Kawasaki Heavy Industries bekannt, dass es einen gemeinsamen Auftrag mit Alstom Transport SA aus Frankreich und CTCI Corp. (Taiwan) zur Lieferung von 36 Einheiten bestehend aus zwei Wagen langen fahrerlosen Züge im Gesamtwert von 29,5 Milliarden Yen erhalten habe. Während Kawasaki den Bau beaufsichtigen wird, wird sich Alstom auf die Signaltechnik konzentrieren und CTCI wird die Elektrifizierung bereitstellen.
Am 16. November 2020 startete die Grüne Linie den Probebetrieb. Der erste Tag der Probefahrten zog mehr als 70.000 Besucher an. Die Probefahrten wurden am 21. November 2020 unterbrochen, als eine Eisenbahnkupplung in zwei Hälften brach. Am 10. März 2021 gab der Bürgermeister von Taichung, Lu Shiow-yen (盧秀燕), bekannt, dass die Probeläufe am 25. März 2021 wiederaufgenommen würden, die Eröffnungszeremonie würde einen Monat später stattfinden. Die Grüne Linie wurde planmäßig am 25. April 2021 offiziell in Betrieb genommen und ist damit das fünfte U-Bahn-System in Taiwan.

## Netzwerk

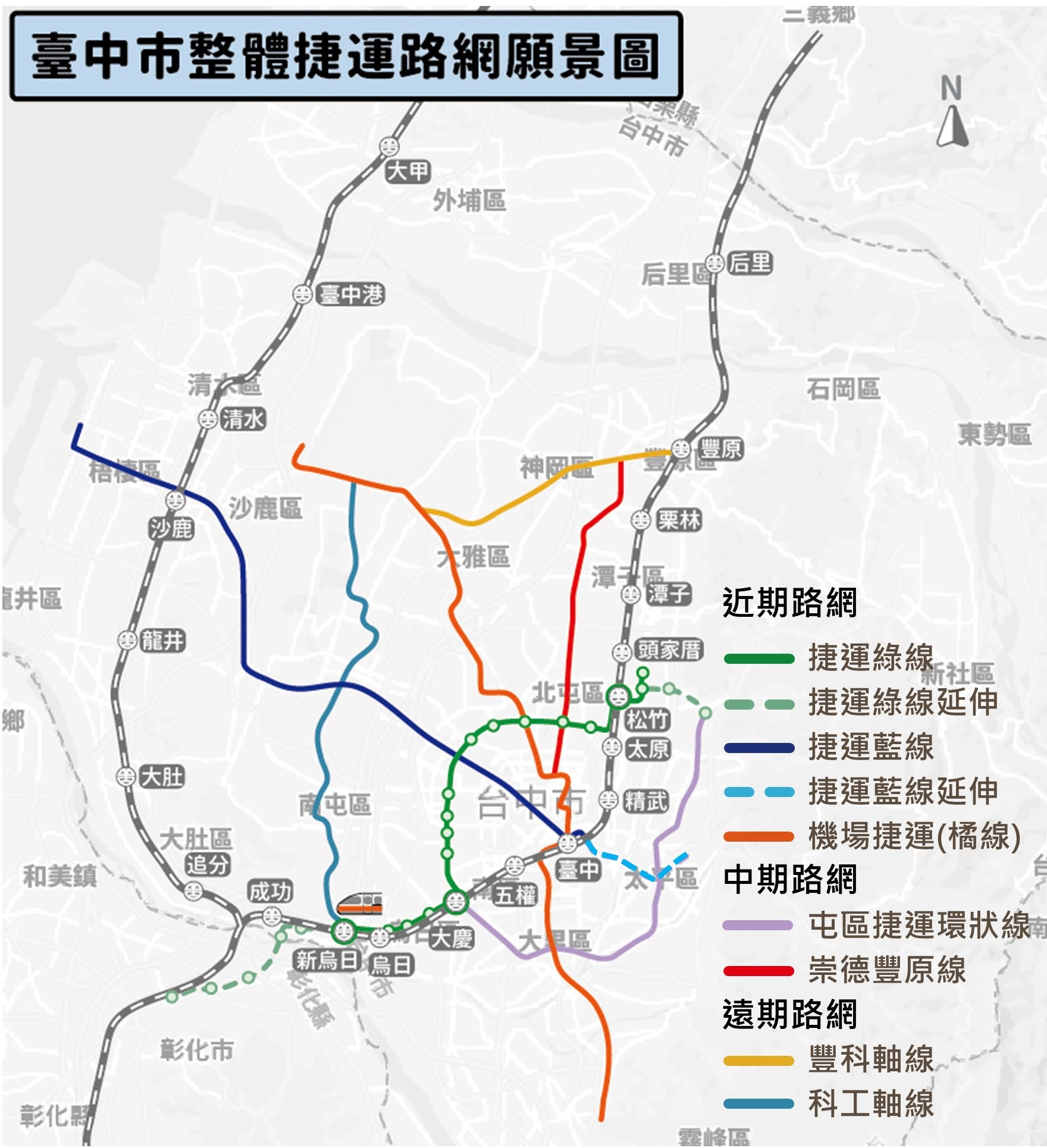
Karte des vorgeschlagenen Netzwerks

| Linie | Linie | Linie       | Art    | Endpunkte                                     | Länge km |
| ----- | ----- | ----------- | ------ | --------------------------------------------- | -------- |
|       |       | Grüne Linie | U-Bahn | Beitun – Taichung Hochgeschwindigkeitsbahnhof | 16.7     |

### Grüne Linie

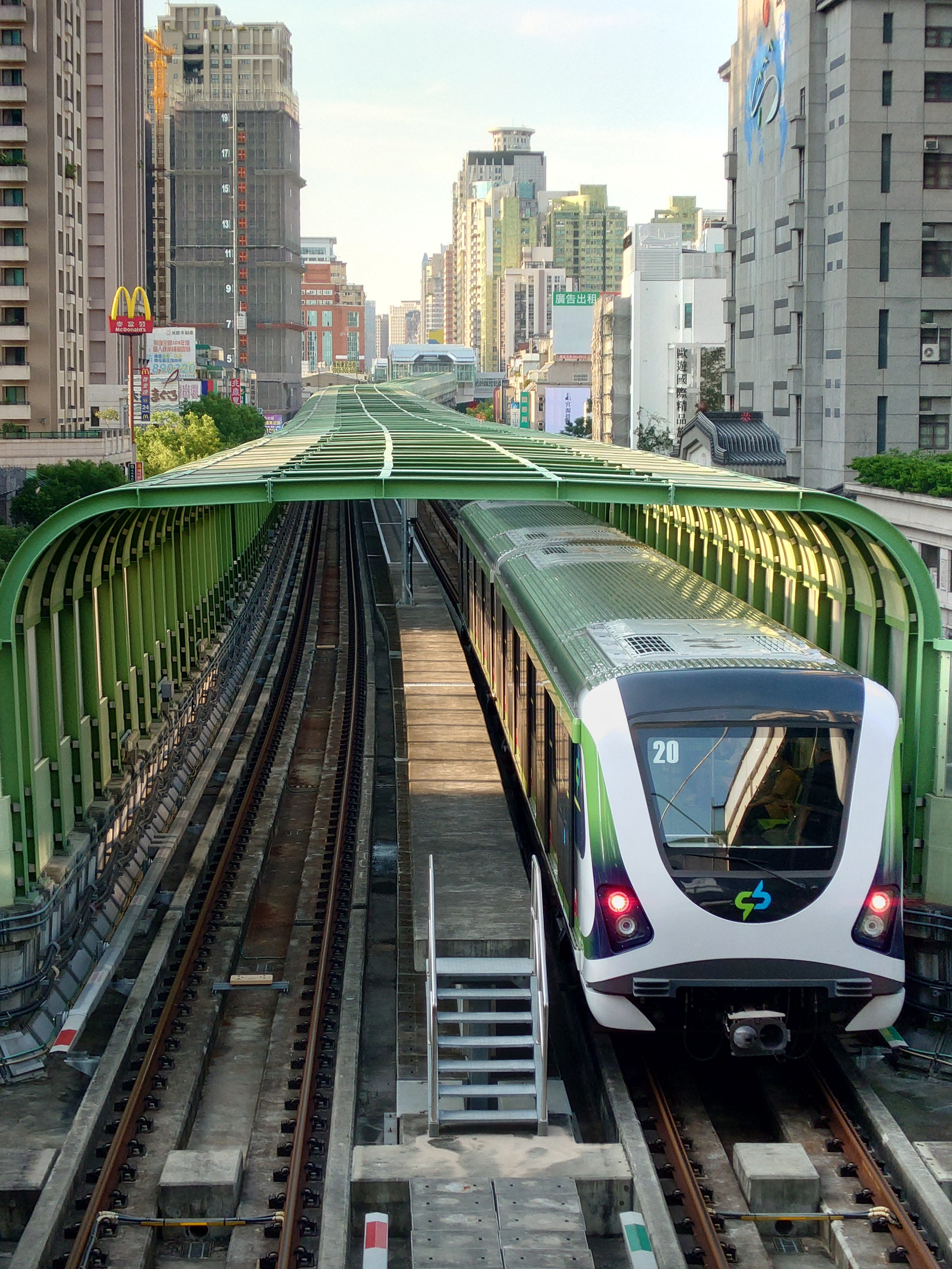
Stadtbild entlang der Grünen Linie der Metro Taichung

Die Grüne Linie zwischen Beitun und Wuri ist eine Hochbahn mit fahrerlosen Elektrozügen. Die Route ist 16,5 km lang und zählt achtzehn Stationen. Sie erstreckt sich von der Songzhu Road im Bezirk Beitun von Taichung entlang der Beitun Road, der Wenxin Road und der Wenxin South Road bis zum Hochgeschwindigkeitsbahnhof in Wuri. Sie sollte 53,491 Milliarden NT$ kosten und wurde von der Abteilung für Schnellverkehrssysteme der Stadt Taipeh gebaut. Die geplanten Gesamtkosten für das Projekt belaufen sich auf 51,39 Milliarden NT$ (einschließlich Landerwerbskosten), die zwischen der Lokal- und Zentralregierung aufgeteilt werden.
Die Grüne Linie nahm am 16. November 2020 den Probebetrieb auf und sollte am 19. Dezember 2020 den formellen Betrieb aufnehmen. Der Testlauf wurde am 19. November 2020 ausgesetzt, als eine Eisenbahnkupplung in zwei Hälften brach. Der Prozess wurde am 25. März 2021 wieder aufgenommen und das Netz wurde am 25. April 2021 offiziell eröffnet.

## Tarife
Die Fahrpreise für die Metro Taichung beginnen bei 20 NT$ und sind auf 50 NT$ begrenzt. Der Fahrpreis erhöht sich um 5 NT$ pro 2 zurückgelegten Kilometern.

## Zukünftige Erweiterungen
| Linie               | Linie          | Linie                         | Art                         | Endpunkte                                            | Länge in km | km (total) | Status   |
| ------------------- | -------------- | ----------------------------- | --------------------------- | ---------------------------------------------------- | ----------- | ---------- | -------- |
|                     | Grüne Linie    | Changhua-Verlängerung         | U-Bahn                      | Taichung Hochgeschwindigkeitsbahnhof - Changmei Road | 5.53        | 24.7       | Geplant  |
| Dakeng-Verlängerung | Grüne Linie    | Jiushe - Yuanshan New Village | U-Bahn                      | 2.49                                                 | Geplant     | 24.7       |          |
|                     | Blaue Linie    | Blaue Linie                   | U-Bahn                      | Taichung -Hafen - Taiping                            | 29.5        | 29.5       | Geplant  |
|                     | Orange Linie   | Orange Linie                  | Bus Rapid Transit           | Zhongqing - Provincial Advisory Council              | 25          | 25         | Abgesagt |
| U-Bahn              | Orange Linie   | Orange Linie                  | Taichung Flughafen - Wufeng | 29.27                                                | 29.27       | Geplant    |          |
| Stadtbahn           | Orange Linie   | Orange Linie                  | Taichung Flughafen - Wufeng | 25                                                   | 25          | Abgesagt   |          |
|                     | Rote Linie     | Rote Linie                    | U-Bahn                      | Shepi - Shin Min High School                         | 11.3        | 11.3       | Geplant  |
|                     | Violette Linie | Violette Linie                | U-Bahn                      | Yuanshan New Village - Daqing                        |             |            | Geplant  |

### Blaue Linie
Die Blaue Linie wurde 2014 als Bus-Rapid-Transit-System zwischen der Providence University und dem Bahnhof Taichung in Betrieb genommen. Sie verlief entlang des belebten Taiwan Boulevards auf einer speziell für BRT vorgesehenen Spur. An der Trennlinie zwischen der Schnell- und Langsamspur der Straße wurden Bushaltestellen errichtet. Es war das erste Gelenkbussystem in Taiwan. Der Dienst endete am 8. Juli 2015 aufgrund einer neuen Richtlinie, die Bürgermeister Lin Chia-lung am 30. März 2015 bekannt gab. Die ausgewiesene BRT-Spur wurde in eine normale Busspur umgewandelt, sodass andere Busse, die hauptsächlich auf dem Taiwan Boulevard verkehren, die Spur auch nutzen können. Die Gelenkbusse, die ursprünglich auf der Strecke verkehrten, wurden als Buslinie 300 bekannt.
Derzeit ist sie eine ausgewiesene Busspur für mehrere Linien.
Eine U-Bahn auf derselben Strecke ist derzeit in Planung.

### Orange Linie
Im Jahr 2009 war eine vierte Linie geplant, um die Stadt mit dem Flughafen Taichung zu verbinden. Nachdem jedoch mehrere Vorschläge zum Bau einer MRT- und BRT-Linie vom Ministerium für Verkehr und Kommunikation abgelehnt wurden, wandte sich die Stadtregierung einem Stadtbahn-System zu. Während die Strecke noch in der Planungsphase war, wurde erneut auf eine Metro-Bauweise umgestellt. Im Jahr 2019 wurde das LRT-Projekt durch das Metro-Projekt ersetzt. Im Jahr 2021 wechselte das LRT-Projekt wieder zum ursprünglichen MRT-Projekt.
Für die Kenan-Aiqin-Brücke (科湳愛琴橋), die vom National Freeway 1 und dem Provincial Highway 74 überquert wird, ist auf dem Mittelstreifen ein Platz reserviert.

### Rote Linie
Die Rote Linie ist in Planung.

### Violette Linie
Die Violette Linie ist in Planung.